# Jan Balicki
Jan Balicki (Staromieście, 25 gennaio 1869 – Przemyśl, 15 marzo 1948) è stato un presbitero polacco, beatificato da papa Giovanni Paolo II nel 2002.

## Biografia
Studiò nel seminario di Przemyśl e fu ordinato prete; conseguì la licenza in teologia presso la Pontificia Università Gregoriana di Roma e fu nominato professore di teologia dogmatica nel seminario diocesano di Przemyśl, di cui fu anche rettore.
Oltre che all'educazione dei candidati al sacerdozio, si dedicò anche al ministero della predicazione e della confessione.
Morì nel 1948 in fama di santità.

## Il culto
Fu beatificato da papa Giovanni Paolo II il 18 agosto 2002.
Il suo elogio si legge nel Martirologio romano al 15 marzo.